# Audi 200 I
Cet article concerne la première génération de l’Audi 200. Pour des informations générales sur l’Audi 200, consultez Audi 200.
L'Audi 200 C2 était un véhicule de la catégorie des grande routière fabriqué par Audi entre l'automne 1979 et l'été 1982. Il s'agit d'une variante améliorée de l'Audi 100 C2 largement identique.
L'Audi 200 n'était disponible qu'avec des moteurs essence à cinq cylindres. La première gamme de modèles, construite jusqu'en 1982, n'était disponible d'usine qu'en tant que berline quatre portes à traction avant.

## Historique du modèle

### Général

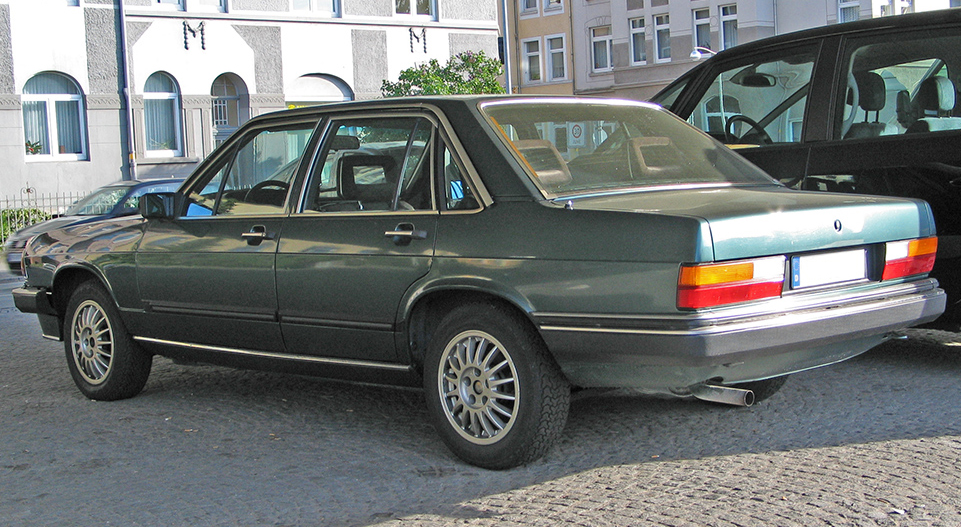
Vue arrière

L'Audi 200, présentée à l'IAA de Francfort-sur-le-Main en septembre 1979, était la première incursion d'Audi dans la catégorie des véhicules de luxe. Elle était propulsée par un moteur cinq cylindres en ligne de 2,1 litres (5E), à partir de février 1980, il y avait l'Audi 200 5T avec un moteur turbocompressé de 125 kW (170 ch) (code moteur WJ). Aucun autre constructeur n'avait de moteur essence cinq cylindres turbocompressé. Aux États-Unis, ce modèle était vendu sous le nom d'Audi 5000 S Turbo.
Une version avec un moteur Wankel, également de 125 kW (170 ch), était également prévue à l'origine, seul quelques véhicules de pré-série ont été fabriqués avec. Cependant, le moteur Wankel n'a pas été produit plus loin au sein du groupe Volkswagen, le moteur cinq cylindres turbo, moins cher à produire, était préféré. De plus, il y avait des inconvénients de consommation et d'émissions d'échappement plus difficiles à traiter. Un exemplaire restant avec le moteur Wankel se trouve maintenant au musée Audi d'Ingolstadt.
Même l'Audi 200 de base offrait de série des caractéristiques d'équipement qui, autrement, entraîneraient des surtaxes élevées : entre autres choses, l'Audi avait, de série, une peinture métallisée, système de verrouillage centralisé, vitre électrique, une radio cassette stéréo, sièges en velours et elle est équipée de quatre appuis-tête. Deux «coussins de repos» étaient fournis, recouverts du même velours que les housses de siège. À l'intérieur, il y avait un tableau de bord et une console centrale légèrement révisés, ainsi que de nouveaux designs de tissu. De plus, de nombreuses options supplémentaires étaient disponibles, telles que des sièges en cuir, la climatisation et une transmission automatique.
Les clignotants avant étaient situés dans le pare-chocs plutôt qu'à côté des phares, et les doubles phares étaient à peu près les mêmes que ceux du modèle américain. Un large becquet fermait le bas de caisse avant. Les moulures latérales étaient plus basses, plus larges et en caoutchouc, les pare-chocs étaient en plastique noir avec une poutre en plastique renforcé de fibre de verre intégrée qui avaient un aspect beaucoup plus distinctif. Le nouveau modèle différait également de l'Audi 100 en ce qu'il avait des roues à rayons en alliage léger fabriquées par Ronal et des freins à disque arrière. Les moyeux de roue à 5 trous avec un cercle primitif de 112 mm, qui sont courants aujourd'hui chez Audi, ont été introduits sur l'Audi 200. Par rapport à l'Audi 200 5E de base, la transmission manuelle de la version turbo de l'Audi 200 avait des rapports de démultiplication plus courts dans les rapports supérieurs.
À partir de septembre 1980, un système anti-blocage des roues de Bosch était disponible pour la première fois sur l'Audi 200, en option moyennant un supplément. Pour l'année modèle 1982, les détails de l'Audi 200 C2 ont été révisés. Depuis, une deuxième couleur de cuir, du beige clair nommé "Sierra", était également disponible et la palette de couleurs extérieures s'est élargie.
En août 1982, la production de l'Audi 200 C2 est arrêtée. La première Audi 200 n'était pas proposée en tant qu'Avant. Une conversion de ce modèle en break a été produite en petite série par la société Artz. 51 000 exemplaires de la première génération d'Audi 200 ont été produits jusqu'en 1982.

### Peintures extérieures
|                                          |                                   |                                       |                                        |                                       |                                   |
| Diamantsilbermetallic (L 97 A) 1979–1982 | Gobimetallic (LY 1 V) 1981–1982   | Heliosblaumetallic (L A5 Y) 1979–1981 | Inarisilbermetallic (L 94 A) 1979–1982 | Indianarotmetallic (L A3 V) 1979–1981 | Kupfermetallic (L 95 F) 1979–1980 |
| Lhasametallic (L A6 V) 1981–1982         | Meteormetallic (L Y7 Z) 1981–1982 | Onyxmetallic (L D6 V) 1980–1981       | Saturnmetallic (L Y4 V) 1980–1981      | Surinammetallic (L A3 Y) 1981–1982    | Schwarz (L 041) 1980–1982         |